# 星周盤

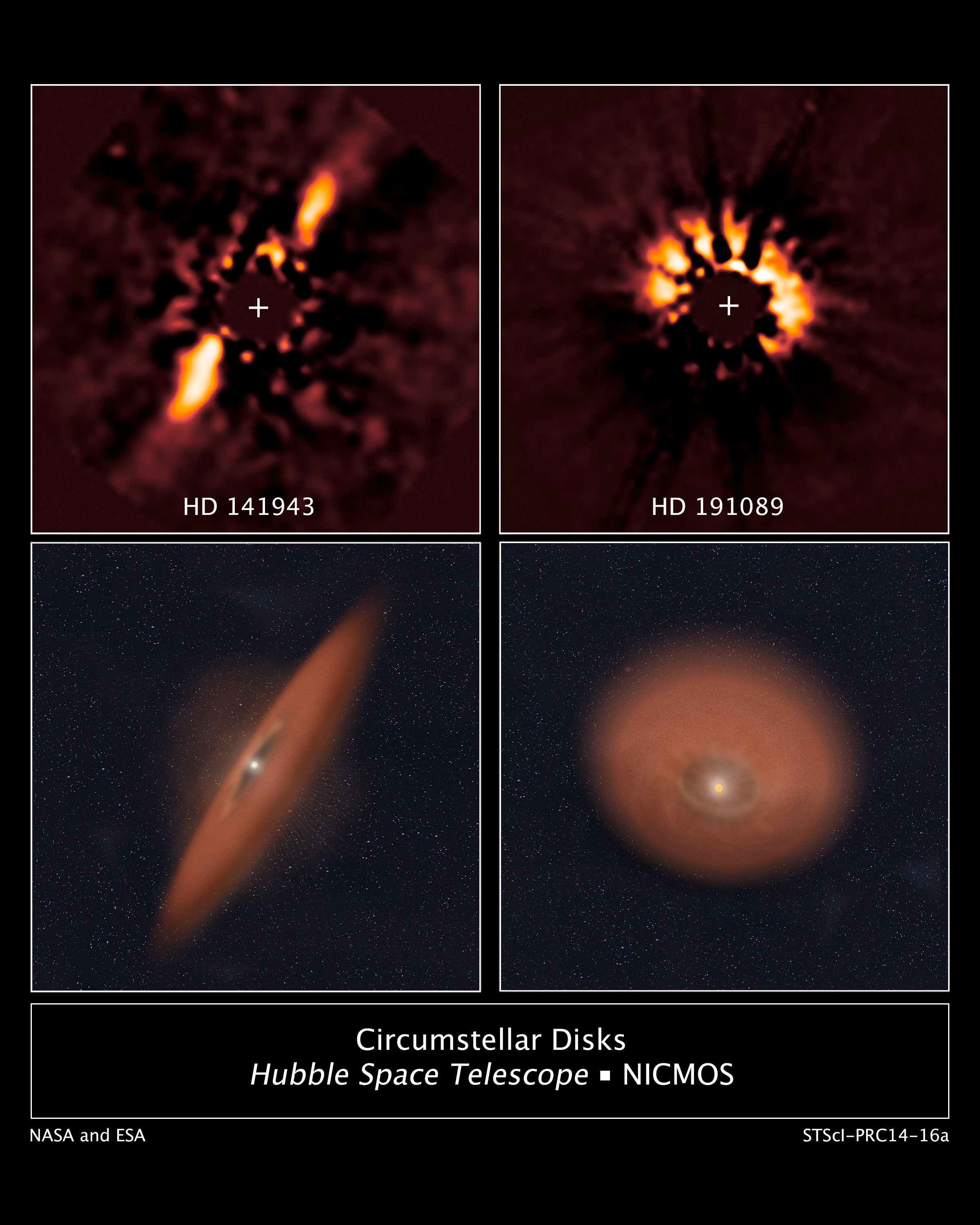
HD 141943和HD 191089的星周盤。

星周盤（英語：Circumstellar disk）是由氣體、塵埃、微行星或軌道中圍繞恆星的碰撞碎片等，組成薄餅狀或環狀的堆積物。它們環繞在最年輕的恆星周圍，是形成行星物質的儲備庫。在成熟的恆星周圍，他們顯示微行星已經形成；在白矮星的附近，它們是在整個恆星演化過程中倖存下來的物質。這些盤狀物可以在各種不同的管道上呈現出來。

## 年輕的恆星
根據廣為接受的恆星形成模型，有時被稱為星雲假說，一顆年輕恆星（原恒星）是由巨分子雲內的一團物質的引力坍縮形成的。這些匯入的物質具有一定量的角動量，這導致一個氣態的原行星盤在轉動的年輕恆星周圍形成。原行星盤是由稠密氣體和塵埃組成，繞著原恆星旋轉的圓盤，並繼續供應物質給中心恆星。它主要以氣體的形式存在，而氣體本身主要是氫，質量可能只有中心恆星的百分之幾。主要的吸積階段可以持續數百萬年，吸積率通常在每年10−7和10−9太陽質量之間（Hartmann et al)。
圓盤在所謂的金牛T星階段逐漸冷卻。在這個圓盤中，可以形成由岩石和兵組成的小塵埃顆粒；這些顆粒可以凝結成為微行星。如果圓盤有足夠大的質量，吸積就會開始失控，導致行星胚胎出現。行星系統的形成被認為是恆星形成的自然結果，一顆類似太陽的恆星通常需要一億年才能形成。

## 太陽系周圍

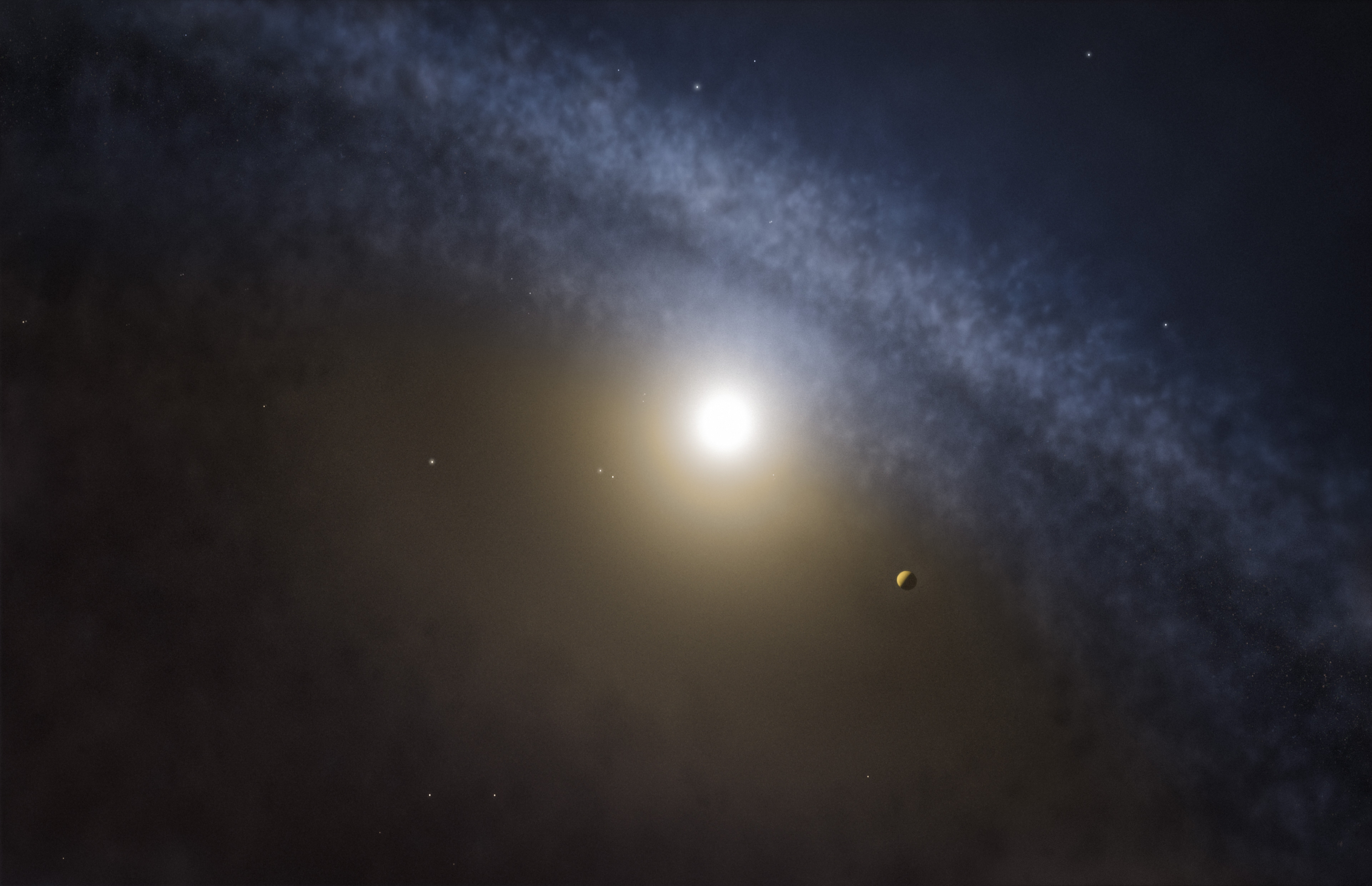
藝術家想像下，圍繞在過渡成年輕恆星周圍的一個星周盤。

- 主小行星帶：太陽系中位於火星和木星軌道之間的一個小天體庫。它是行星際塵埃的來源。
- 古柏帶：超越海王星軌道的小天體區域。
- 離散盤：超越海王星軌道的小天體區域。
- 希爾雲：在內歐特雲的一個環型體。外歐特雲的形狀更接近球型，形成星周包層。

## 聯星系統

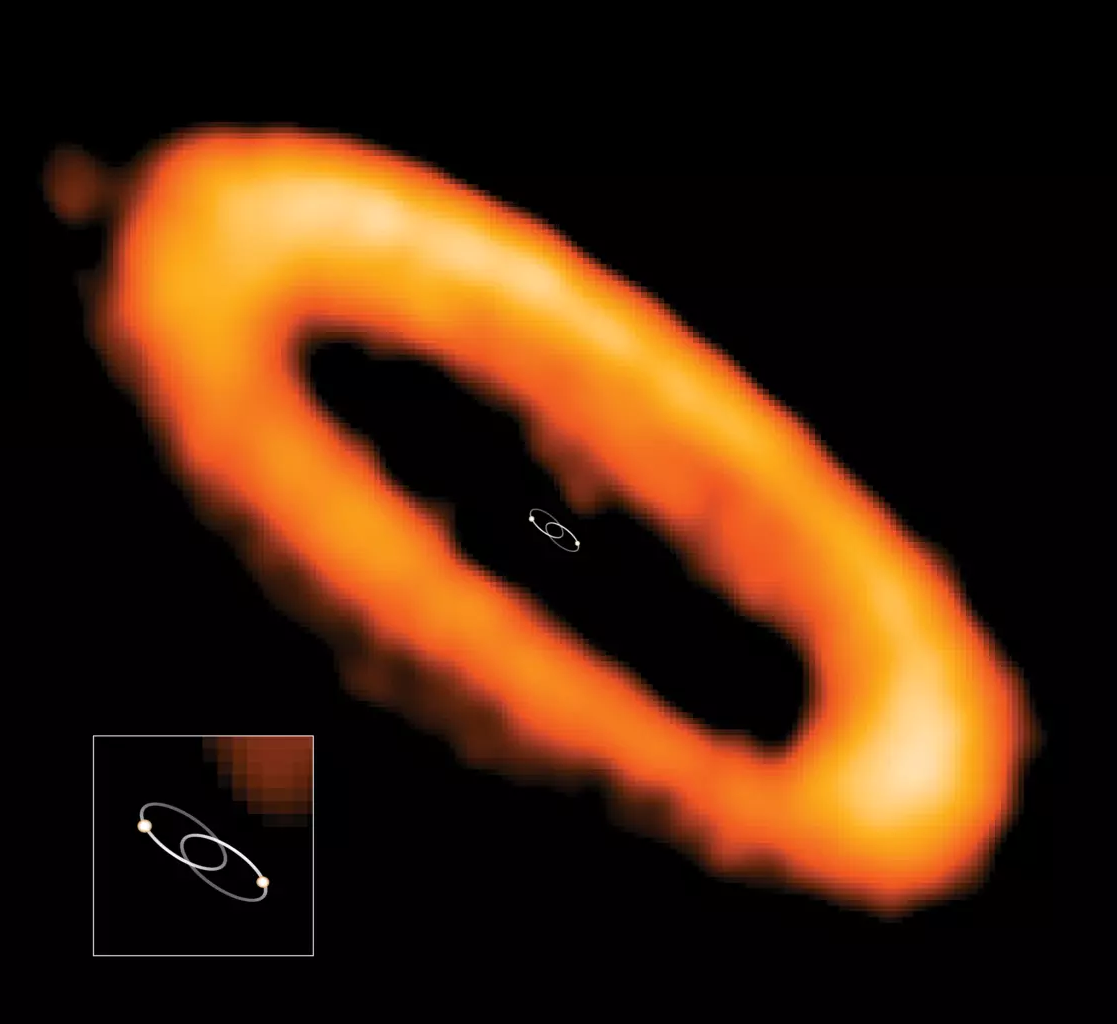
天蠍座AK周圍環繞的聯星周盤，是在天蠍座的一個年輕恆星系統。盤面的影像是用ALMA拍攝的。

氣體匯入一個聯星系統，就可以形成星周盤和聯星周盤。這種星周盤可以方生在任何一個聯星系統中，匯入其中的氣體含有一定程度的角動量。隨著角動量增加的水準，可以觀察到一般星周盤形成的過程： 
- 主星周盤是繞著聯星系統主星（即質量較大的恒星）運行的圓盤[4]。如果匯入的氣體存在著角動量，這個圓盤將通過吸積形成[4]。
- 次星周盤是圍繞聯星系統的伴星（即質量較小的恆星）運行的圓盤。這個星周盤只有匯入的氣體有足夠的角動量時才會形成。所需要的角動量取決於主星與半星的質量比。
- 聯星周盤是圍繞主星和伴星運行的星周盤。聯星周盤形成的時間比主星周盤和次星周盤晚，並且其內半徑遠大於聯星系統的軌道半徑。一個聯星周盤的質量上限約為0.005太陽質量[5]，此時，聯星系統一般不太能擾動聯星周盤，使氣體進一步吸積到主星周盤和次星周盤上[4]。聯星周盤的一個例子是在金牛座GG周圍看到的星周盤[6]。一旦星周盤形成，由於聯星引力的作用，通過微轉矩在星周盤的物質中產生螺旋狀的密度波[4]。這些星周盤大部分與聯星的平面形成軸對稱，但對於巴丁-佩特森效應這樣的過程是可能的[7]：未對齊的偶極子磁場[8]和輻射壓力[9]使一個最初扁平的圓盤產生明顯的扭曲或傾斜。

## 塵埃
- 岩屑盤包括微星和少量經由碰狀和蒸發產生的氣體與微細的塵埃。原始的氣體和小塵埃粒子已經被擴散和積累成行星[10]。
- 黃道光或行星際塵埃是太陽系在創造時經由小行星的碰撞和彗星的蒸發產生的物質，形成在地球上的觀測者在黃昏後或日出前看到沿著黃道面散射的微光。
- 外星黃道塵是環繞著其它恆星的塵埃，類似於在太陽系中環繞著我們太陽的黃道光。

## 外部連結
- McCabe, Caer. . NASA JPL. May 30, 2007  [2007-07-17]. （原始内容存档于2016-06-12）.